# Liste des monuments historiques nationaux de la province d'Entre Ríos
Cet article recense les monuments historiques de la province d'Entre Ríos, en Argentine.

## Liste
| Monument                                          | Commune                | Adresse                                                                                                   | Coordonnées                        | Loi              | Notice | Catégorie                                  | Date | Illustration                               |
| ------------------------------------------------- | ---------------------- | --- | ---------------------------------- | ---------------- | ------ | ------------------------------------------ | ---- | ------------------------------------------ |
| Moulin Forclaz                                    | Colón                  | Camino Vecinal San José (Colón S/N)                                                                       | à géolocaliser                     | Décret no 325    | 612    | Monument historique                        |      | Moulin Forclaz                             |
| Tombe de Justo José de Urquiza                    | Concepción del Uruguay | Cathédrale                                                                                                | à géolocaliser                     | Décret no 2236   | 613    | Tombe                                      |      | Image manquante Téléverser                 |
| Campement de Cala, Distrito Rocamora              | Concepción del Uruguay | | à géolocaliser                     | Décret no 2840   | 614    | Lieu historique                            |      | Image manquante Téléverser                 |
| Maison rue Superior Entrerriano, 58               | Concepción del Uruguay | Supremo Entrerriano 58                                                                                    | à géolocaliser                     | Décret no 1761   | 615    | Monument historique                        |      | Image manquante Téléverser                 |
| Maison de Justo José de Urquiza                   | Concepción del Uruguay | Galarza 712, y 25 de mayo                                                                                 | à géolocaliser                     | Décret no 2254   | 616    | Monument historique                        |      | Image manquante Téléverser                 |
| Maison de Benjamín Victorica                      | Concepción del Uruguay | Justo José de Urquiza 129                                                                                 | à géolocaliser                     | Décret no 2254   | 617    | Monument historique                        |      | Image manquante Téléverser                 |
| Collège national « Justo José de Urquiza »        | Concepción del Uruguay | General Urquiza 25, Onésimo Leguizamón 24                                                                 | à géolocaliser                     | Décret no 112765 | 618    | Monument historique                        |      | Collège national « Justo José de Urquiza » |
| Edificio de la Aduana Vieja                       | Concepción del Uruguay | Av. Ing. E.Pereira 676                                                                                    | à géolocaliser                     | Décret no 562    | 619    | Monument historique                        |      | Image manquante Téléverser                 |
| Entrada del Arroyo de la China, s/ el Río Uruguay | Concepción del Uruguay | | à géolocaliser                     | Décret no 112765 | 620    | Lieu historique                            |      | Image manquante Téléverser                 |
| Basilique de l'Immaculée Conception               | Concepción del Uruguay | 3 de Febrero 25                                                                                           | à géolocaliser                     | Décret no 112765 | 621    | Monument historique                        |      | Basilique de l'Immaculée Conception        |
| Palais San José                                   | Concepción del Uruguay | Calle Rural S/N                                                                                           | à géolocaliser                     | Loi no 12261     | 622    | Monument historique                        |      | Image manquante Téléverser                 |
| Plaza Ramírez                                     | Concepción del Uruguay | | à géolocaliser                     | Décret no 7984   | 623    | Lieu historique                            |      | Plaza Ramírez                              |
| Saladero Santa Cándida                            | Concepción del Uruguay | Camino al Puente de Fierro S/N                                                                            | à géolocaliser                     | Décret no 3571   | 624    | Monument historique                        |      | Image manquante Téléverser                 |
| Camp de Ayui                                      | Concordia              | Sobre Ruta Nº 15 (Av. Miguel Huarte 1771)                                                                 | à géolocaliser                     | Décret no 135    | 625    | Lieu historique                            |      | Image manquante Téléverser                 |
| Monumento al Exodo del Pueblo Oriental            | Concordia              | En el Parque San Carlos (Juan P. Garat 918)                                                               | à géolocaliser                     | Loi no 16004     | 626    | Monument historique                        |      | Image manquante Téléverser                 |
| Punta Gorda                                       | Diamante               | | à géolocaliser                     | Décret no 112765 | 627    | Lieu historique                            |      | Image manquante Téléverser                 |
| Maison de Fray Mocho                              | Gualeguaychú           | Fray Mocho 135, entre Colombo y Rivadavia                                                                 | à géolocaliser                     | Loi no 25386     | 628    | Monument historique                        |      | Image manquante Téléverser                 |
| Théâtre Gualeguaychú                              | Gualeguaychú           | Urquiza 705                                                                                               | à géolocaliser                     | Décret no 131    | 629    | Monument historique                        |      | Image manquante Téléverser                 |
| Bibliothèque nationale de Paraná                  | Paraná                 | Buenos Aires 256                                                                                          | à géolocaliser                     | Loi no 26116     | 630    | Monument historique                        |      | Image manquante Téléverser                 |
| Chapelle Saint-Michel de Paraná                   | Paraná                 | Buenos Aires 428                                                                                          | à géolocaliser                     | Décret no 1296   | 631    | Monument historique                        |      | Image manquante Téléverser                 |
| Maison de Gobierno                                | Paraná                 | Gregorio Fernandéz de la Puente 254                                                                       | à géolocaliser                     | Décret no 325    | 632    | Monument historique                        |      | Maison de Gobierno                         |
| Cathédrale de Paraná                              | Paraná                 | Monte Caseros 77                                                                                          | 31° 44′ 00″ sud, 60° 31′ 44″ ouest | Décret no 112765 | 633    | Monument historique                        | 1942 | Cathédrale de Paraná                       |
| École Hogar "Eva Perón"                           | Paraná                 | Don Bosco 749                                                                                             | à géolocaliser                     | Loi no 26291     | 634    | Bien d'intérêt historique et architectural |      | Image manquante Téléverser                 |
| École Nº 1 "Del Centenario"                       | Paraná                 | Av. Rivadavia 426                                                                                         | à géolocaliser                     | Loi no 26557     | 635    | Monument historique                        |      | Image manquante Téléverser                 |
| École Normal "José M. Torres"                     | Paraná                 | Monte Caseros y Urquiza                                                                                   | à géolocaliser                     | Loi no 26500     | 636    | Monument historique                        |      | École Normal "José M. Torres"              |
| Tombe du général José M. Galán                    | Paraná                 | Cimetière de Paraná                                                                                       | à géolocaliser                     | Décret no 2236   | 637    | Tombe                                      |      | Image manquante Téléverser                 |
| Tombe de Manuel Leiva                             | Paraná                 | Cimetière de Paraná                                                                                       | à géolocaliser                     | Décret no 2236   | 638    | Tombe                                      |      | Image manquante Téléverser                 |
| Sénat de la Confédération                         | Paraná                 | Montecaseros 15                                                                                           | à géolocaliser                     | Décret no 112765 | 639    | Monument historique                        |      | Sénat de la Confédération                  |
| Théâtre "3 de Febrero"                            | Paraná                 | 25 de Junio 62                                                                                            | à géolocaliser                     | Décret no 390    | 640    | Monument historique                        |      | Image manquante Téléverser                 |
| Centre historique de la ville de Victoria         | Victoria               | Delimitdo por las calles Matanza, A. Bartoloni, Laprida, Ezpeleta, Laprida, 25 de Mayo y Bartolomé Mitre. | à géolocaliser                     | Loi no 25686     | 641    | Bien d'intérêt historique                  |      | Image manquante Téléverser                 |